# Beaumont-la-Ferrière
Beaumont-la-Ferrière – miejscowość i gmina we Francji, w regionie Burgundia-Franche-Comté, w departamencie Nièvre.
Według danych na rok 1990 gminę zamieszkiwało 157 osób, a gęstość zaludnienia wynosiła 6 osób/km² (wśród 2044 gmin Burgundii Beaumont-la-Ferrière plasuje się na 754. miejscu pod względem liczby ludności, natomiast pod względem powierzchni na miejscu 251.).
W miejscowości urodził się Achille Millien, francuski poeta i folklorysta.